# Henry Moore Sculpture Perry Green

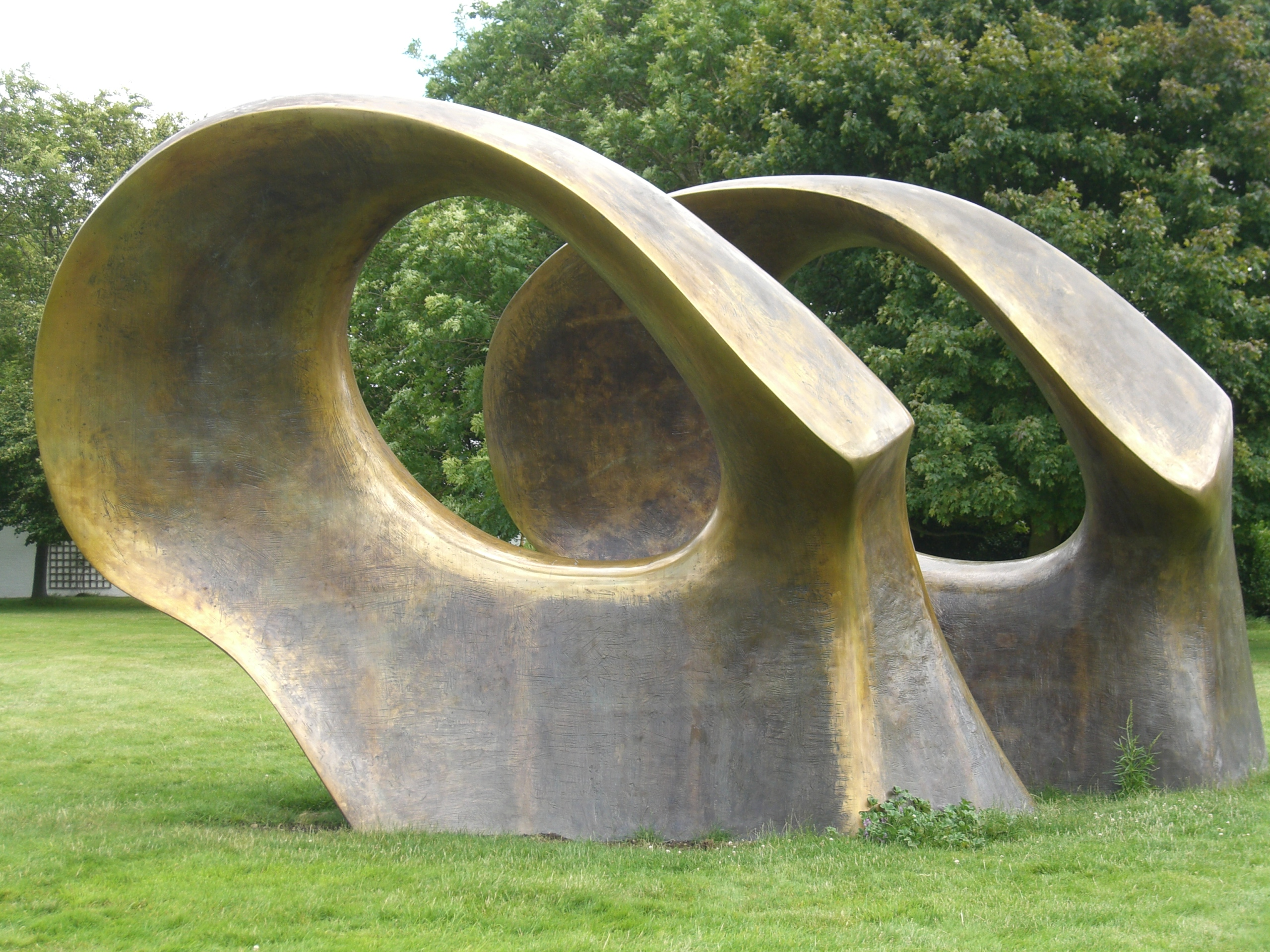
Double Oval

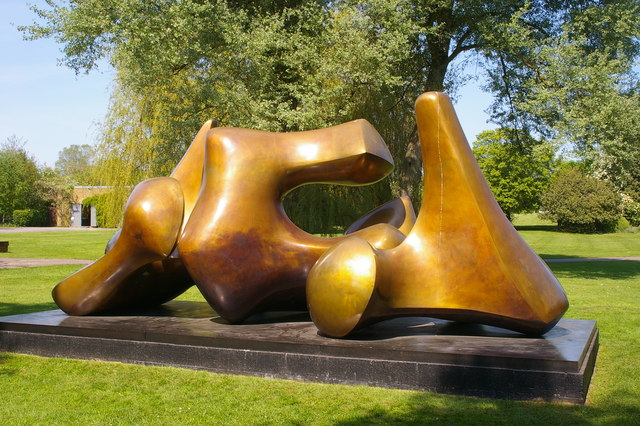
Three Piece Sculpture: Vertebrae

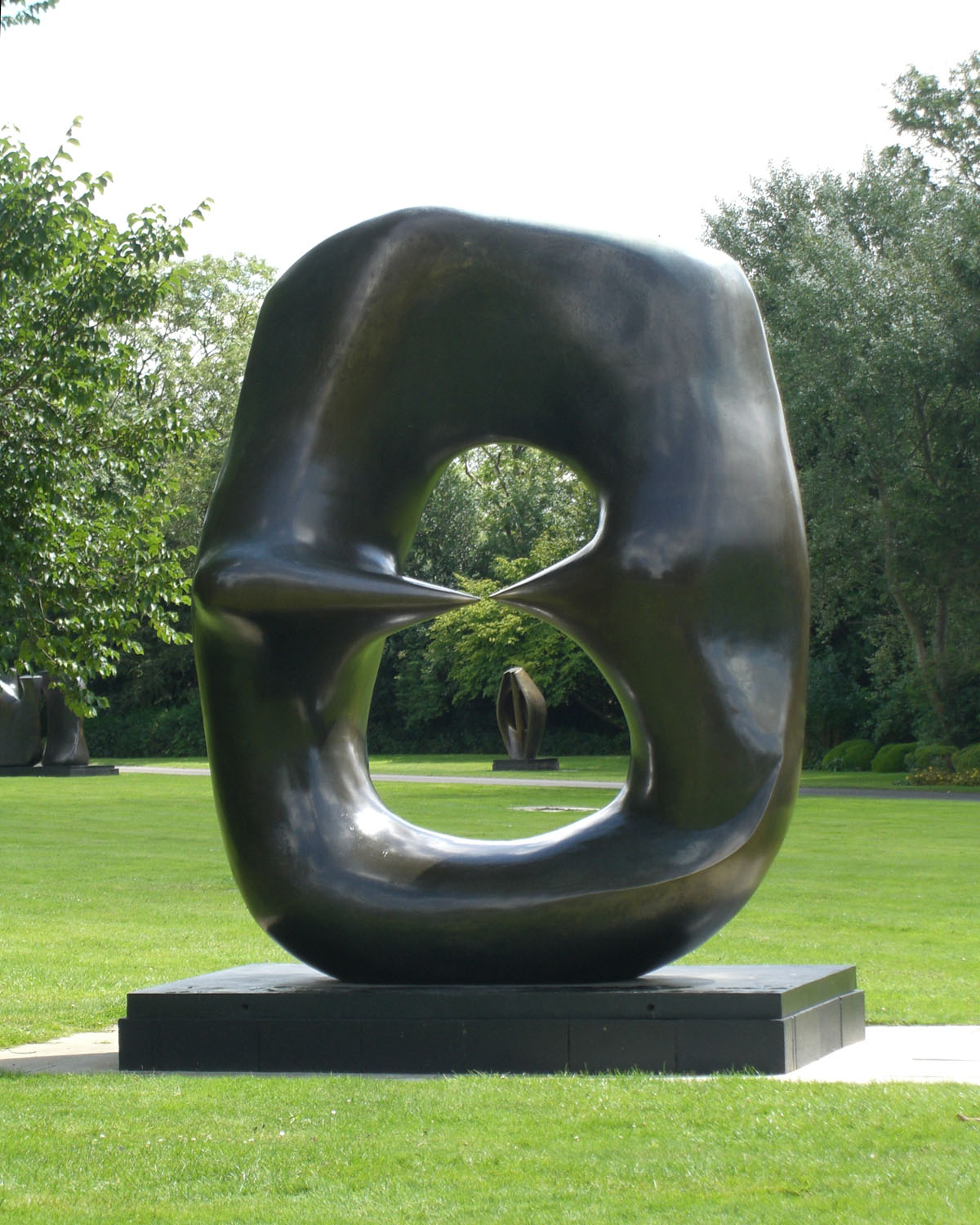
Oval with Points

Henry Moore Sculpture Perry Green is een beeldenpark waar de vaste collectie sculpturen wordt geëxposeerd van de Engelse beeldhouwer Henry Moore in Perry Green, Much Hadham in Hertfordshire.

## Geschiedenis
De beeldencollectie behoort tot de nalatenschap van Moore (overleden in 1986), die wordt beheerd door de reeds in 1977 door Moore zelf gestichte Henry Moore Foundation, en bevindt zich in het beeldenpark bij het voormalige woonhuis/atelier Hoglands van Henry en Irina Moore. 
Tot de gebouwen in het beeldenpark behoren Chestnuts (het bezoekerscentrum), Hoglands (voormalig woonhuis/atelier, dat sinds 2007 voor het publiek toegankelijk is), Bourne Maquette Studio (atelier voor modellen/maquettes), Sheep Field Barn Gallery (galerie voor wisseltentoonstellingen), Yellow Brick Studio (atelier) en Elmwood (bibliotheek/archief).

## Collectie
- Family Group (1948/49)
- King and Queen (1952/53)
- Draped Reclining Figure (1952/53)
- Woman (1957/58)
- Relief No. 1 (1959)
- Two Piece Reclining Figure No. 2 (1960)
- The Wall: Background for Sculpture (1962)
- Three Piece Reclining Figure No. 2 Bridge Prop (1963)
- The Arch (1963-1969)
- Locking Piece (1963/64)
- Model for Sundial (1965)
- Double Oval (1966)
- Torso (1967)
- Three Piece Sculpture: Vertebrae (1968)
- Reclining Connected Forms (1969)
- Square Form with Cut (1969)
- Sheep Piece (1971/72)
- Large Standing Figure: Knife Edge (1976)
- Reclining Figure: Hand (1979)
- Large Upright Internal/External Form (1981/82)
- Reclining Figure (1982)
- Figure in a Shelter (1983)
- Mother and Child: Block Seat (1983/84)
- Large Reclining Figure (1984)
- Large Figure in a Shelter (1985/86)